# پیپریتن
پیپریتن (به انگلیسی: Piperitone) با فرمول شیمیایی C۱۰H۱۶O یک ترکیب شیمیایی با شناسه پاب‌کم ۶۹۸۷ است. که جرم مولی آن 152.23 g/mol می‌باشد. 